# Three 6 Mafia
Three 6 Mafia — американський реп-гурт з міста Мемфіс, Теннессі. Three 6 Mafia є одними з найпопулярніших реп-виконавців на південному узбережжі США. З'явившись як андерграундний хороркор-гурт, вони зрештою досягли масового успіху. Дебютний альбом гурту 1995 року Mystic Stylez згодом став культовою класикою. Власники Оскара 2006 року за саундтрек до фільму «Метушня і рух».

## Історія
Three 6 Mafia були сформовані 1991 року і спочатку складалися з DJ Paul, Juicy J, Lord Infamous. Пізніше до гурту приєдналися Koopsta Knicca, Gangsta Boo та Crunchy Black. Також неофіційним учасником гурту був Project Pat. Спочатку гурт називався «Triple Six Mafia». У період з 1991—1994 років учасники гурту випустили безліч мікстейпів, які продавали у школі та на вулицях Мемфісу.
У 1995 році гурт випустив альбом «Mystic Stylez» на своєму новоствореному лейблі Prophet Entertainment. Альбом залишився непоміченим, як і наступний альбом, «Chapter 1: The End». 1996 року, перед випуском альбому «Chapter 1: The End», гурт поміняв свою назву на Three 6 Mafia. Пізніше DJ Paul і Juicy J сформували новий лейбл Hypnotize Minds. Під новим ім'ям у 1997 році гурт випускає третій студійний альбом «Chapter 2: World Domination», який посів 40-е місце в Billboard 200 і отримав золотий статус RIAA.
Гурт розширився і допомогла розпочати кар'єру таким реперам Мемфісу як Project Pat, Lil Wyte, La Chat, K-Rock, T-Rock, Killa Klan Kaze, Playa Fly, Indo G, Frayser Boy та ін. Виробництво DJ Paul та Juicy J призвело до відкриття нових проєктів, таких як Tear Da Club Up Thugs, Hypnotize Camp Posse та Da Headbussaz.
У 2000 році вийшов їх четвертий альбом «When The Smoke Clears...». Альбом дебютував у Billboard 200 під шостим місцем і отримав платиновий статус, ставши першою платиновою платівкою гурту, і породив сингл «Sippin' on Some Syrup», за участю UGK. 2001 року з гурту пішли Koopsta Knicca та Gangsta Boo через фінансові суперечки. У 2001 році гурт випустив саундтрек до фільму «Choices», спродюсованого DJ Paul і Juicy J. Саундтрек вийшов як п'ятий студійний альбом «Choices: The Album».
У 2003 році Three 6 Mafia в особі DJ Paul, Juicy J, Lord Infamous та Crunchy Black випустила свій шостий альбом «Da Unbreakables». Альбом з такими хітами, як «Ridin Spinners» і «Testin My Gangsta», мав успіх і отримав золотий сертифікат.
У 2005 році виходить «Most Known Unknown», який посів 3-е місце в Billboard 200 і був проданий тиражем 1,600,000 копій у Сполучених Штатах, ставши їх самим продаваним альбомом. На платівці було 3 успішні сингли: «Side 2 Side», «Poppin' My Collar» і «Stay Fly». «Stay Fly» — найуспішніша пісня Three 6 Mafia, що отримала подвійний платиновий статус в Америці. У пісні брали участь 8Ball & MJG та Young Buck. Пісня також досягла 13-го рядка в музичному чарті Billboard Hot 100. Альбом мав дуже великий успіх, було продано 5,5 мільйонів копій в усьому світі. Також у 2006 гурт отримав Оскар за пісню «Hard Out Here for a Pimp», яка була саундтреком до фільму «Метушня і рух».

## Події після Оскара
7 червня 2006 року Sony офіційно визнано відхід із гурту учасника Crunchy Black. Він заявив, що причиною свого відходу було бажання записати сольний альбом, який DJ Paul та Juicy J відклали надовго. Також у 2006 році, після ув'язнення, втрачає контракт із Sony Lord Infamous. При цьому він залишався у добрих стосунках із гуртом. Після цього Three 6 Mafia складалася лише з двох учасників: DJ Paul та Juicy J. У 2008 році виходить їх дев'ятий альбом «Last 2 Walk».
Також двоє продюсерів гурту мали своє реаліті-шоу Adventures in Hollyhood на MTV. Шоу мало успіх. DJ paul та Juicy J з'явилися 9 травня 2008 року в телевізійному серіалі Numb3rs. Гурт брав участь у записі альбому Джастіна Тімберлейка «FutureSex/LoveSounds», виконуючи пісню «Chop Me Up», разом із продюсером/репером Timbaland.
Планували вихід десятого альбому гурту, «Laws of Power», але потім його скасували з невідомих причин. Вийшло 4 сингли: «Shake My» (разом з R&B співачкою Kalenna та репером Pitbull) вийшов 8 вересня 2009 року, «Lil Freak (Ugh Ugh Ugh)» (разом з репером Webbie) вийшов 25 вересня 2009 року, «Feel It» (спільно з Tiësto, Flo Rida) (був номінований на 2010 International Dance Music Awards Best Hip Hop Dance Track), «Shots After Shots» (разом з Tech N9ne).
10 червня 2011 року Three 6 Mafia стала частиною реаліті-шоу каналу VH1 — Famous Food, на якому DJ Paul потрапив у скандал з Еліотом Спітцером.
У 2011 Juicy J підтвердив приєднання до Taylor Gang, залишаючи Three 6 Mafia на деякий час.
DJ Paul заявив через Twitter, що Three 6 Mafia працює над новим альбомом возз'єднання мафії під новим ім'ям Da Mafia 6ix. DJ Paul вказав в інтерв'ю, що причиною зміни назви є те, що це не Three 6 Mafia, тому що там немає Juicy J. Також Sony володіє правами на назву Three 6 Mafia. Проєкт буде включати DJ Paul, Lord Infamous, Crunchy Black, Gangsta Boo, Koopsta Knicca. Koopsta Knicca сказав в інтерв'ю, що альбом буде закінчено наприкінці липня. 1 жовтня 2013 року вийшла обкладинка нового мікстейпу, назва буде «6ix Commandments», він вийде 12 грудня 2013 року. Альбом вийшов у березні 2014 року.
Також у 2014 році вийшов альбом «Reindeer Games» від проєкту The Killjoy Club — об'єднання учасників Da Mafia 6ix з дуетом ICP.
Незабаром після створення Da Mafia 6ix Lord Infamous помер уві сні від зупинки серця в будинку своїх батьків у Мемфісі.
У жовтні 2015 року Koopsta Knicca помер від аневризми головного мозку.
17 серпня 2019 Juicy J офіційно заявив, що Three 6 Mafia повертається і оголосив тур по США.
9 вересня 2019 року DJ Paul заявив, що новий альбом від Three 6 Mafia можливий.
Гангста Бу знайшли мертвою у своєму будинку 1 січня 2023 року у віці 43 років. Діджей Пол підтвердив її смерть через Instagram. Причину смерті назвали не відразу..

## Дискографія
- Mystic Stylez (1995)
- Chapter 1: The End (1996)
- Chapter 2: World Domination (1997)
- When the Smoke Clears: Sixty 6, Sixty 1 (2000)
- Choices: The Album (2001)
- Da Unbreakables (2003)
- Choices II: The Setup (2005)
- Most Known Unknown (2005)
- Most Known Hits (2005)
- Last 2 Walk (2008)
- 6ix Commandments(2013) (Da Mafia 6ix)
- Hear Sum Evil (2014) (Da Mafia 6ix)
- Watch What U Wish (2015) (Da Mafia 6ix)

## Нагороди та номінації
| Рік  | Робота                          | Нагорода | Результат |
| ---- | ------------------------------- | --- | --------- |
| 2006 | «It's Hard out Here for a Pimp» | style="background: #99FF99; color: black; vertical-align: middle; text-align: center; " class="yes table-yes2"\|Перемога |           |
| 2008 | Three 6 Mafia                   | style="background: #99FF99; color: black; vertical-align: middle; text-align: center; " class="yes table-yes2"\|Перемога |           |
| 2009 | Three 6 Mafia                   | style="background: #FDD; color: black; vertical-align: middle; text-align: center; " class="no table-no2"\|Номінація     |           |
| 2010 | «Feel It»                       | style="background: #FDD; color: black; vertical-align: middle; text-align: center; " class="no table-no2"\|Номінація     |           |